# Флоридеевые водоросли
Флориде́евые во́доросли, или флоридеи (лат. Florideophyceae), — класс красных водорослей.

## Описание
Морские многоклеточные водоросли, таллом которых состоит из разветвлённых нитей. Рост осуществляется за счёт деления верхушечной клетки. Клетки содержат как правило одно ядро, реже встречается несколько ядер. Хлоропласты пристенные. У низших представителей класса хлоропласты звёзчатые с пиреноидами. Бесполое размножение происходит за счёт тетраспор, биспор или полиспор, реже моноспор. Мужские и женские органы полового размножения представляют собой отдельные образования. В цикле развития происходит чередование полового и бесполого размножения. Некоторые представители (кораллина) имеют оболочки из карбоната кальция

## Классификация
Систематика класса, как и всего типа красных водорослей, не устоялась. На январь 2017 года в класс включают следующие подклассы и порядки:
- Роды incertae sedis (22 вида)
- Порядок Rhodachlyales G.W.Saunders, S.L.Clayden, J.L.Scott, K.A.West, U.Karsten & J.A.West (2 вида)
- Подкласс Ahnfeltiophycidae G.W.Saunders & Hommersand
  - Порядок Ahnfeltiales Maggs & Pueschel (10 видов)
  - Порядок Pihiellales J.M.Huisman, A.R.Sherwood & I.A.Abbott (1 вид)
- Подкласс Corallinophycidae L.Le Gall & G.W.Saunders
  - Порядок Corallinales P.C.Silva & H.W.Johansen (677 видов)
  - Порядок Hapalidiales W.A.Nelson, J.E.Sutherland, T.J.Farr & H.S.Yoon (58 видов)
  - Порядок Rhodogorgonales S.Fredericq, J.N.Norris, & C.Pueschel (3 вида)
  - Порядок Sporolithales L.Le Gall & G.W.Saunders (38 видов)
  - Род incertae sedis (1 вид)
- Подкласс Hildenbrandiophycidae G.W.Saunders & Hommersand
  - Порядок Hildenbrandiales Pueschel & K.M.Cole (18 видов)
- Подкласс Nemaliophycidae T.Christensen
  - Порядок Acrochaetiales Feldmann (256 видов)
  - Порядок Balbianiales R.G.Sheath & K.M.Müller (3 вида)
  - Порядок Balliales H.-G.Choi, G.T.Kraft, & G.W.Saunders (7 видов)
  - Порядок Batrachospermales Pueschel & K.M.Cole (264 вида)
  - Порядок Colaconematales J.T.Harper & G.W.Saunders (50 видов)
  - Порядок Entwisleiales F.J.Scott, G.W.Saunders & Kraft (1 вид)
  - Порядок Nemaliales F.Schmitz (278 видов)
  - Порядок Palmariales Guiry & D.E.G.Irvine (46 видов)
  - Порядок Thoreales K.M.Müller, Sheath, A.R.Sherwood & Pueschel (16 видов)
- Подкласс Rhodymeniophycidae G.W.Saunders & Hommersand
  - Порядок Acrosymphytales R.D.Withall & G.W.Saunders (16 видов)
  - Порядок Atractophorales Maggs, L.Le Gall, Filloramo & G.W.Saunders (2 вида)
  - Порядок Bonnemaisoniales Feldmann & G.Feldmann (34 вида)
  - Порядок Catenellopsidales K.R.Dixon, Filloramo & G.W.Saunders (1 вид)
  - Порядок Ceramiales Nägeli (2641 вид)
  - Порядок Gelidiales Kylin (219 видов)
  - Порядок Gigartinales F.Schmitz (907 видов)
  - Порядок Gracilariales Fredericq & Hommersand (249 видов)
  - Порядок Halymeniales G.W.Saunders & Kraft (327 видов)
  - Порядок Nemastomatales Kylin (62 вида)
  - Порядок Peyssonneliales D.M.Krayesky, Fredericq & J.N.Norris (119 видов)
  - Порядок Plocamiales G.W.Saunders & Kraft (80 видов)
  - Порядок Rhodymeniales F.Schmitz (393 вида)
  - Порядок Sebdeniales R.D.Withall & G.W.Saunders (18 видов)